# Gran Premio motociclistico d'Australia 2016
Il Gran Premio motociclistico d'Australia 2016 è stato la sedicesima prova del motomondiale del 2016 disputatosi il 23 ottobre 2016 presso il circuito di Phillip Island.
Nelle tre gare si sono imposti: Cal Crutchlow su Honda nella MotoGP, Thomas Lüthi su Kalex in Moto2 e Brad Binder su KTM in Moto3.

## MotoGP

### Arrivati al traguardo
| Pos. | Nº | Pilota           | Squadra                       | Motocicletta       | Giri | Tempo     | Griglia | Punti |
| ---- | -- | ---------------- | ----------------------------- | ------------------ | ---- | --------- | ------- | ----- |
| 1º   | 35 | Cal Crutchlow    | LCR Honda                     | Honda RC213V       | 27   | 40'48.543 | 2º      | 25    |
| 2º   | 46 | Valentino Rossi  | Movistar Yamaha               | Yamaha YZR-M1      | 27   | +4.218    | 15º     | 20    |
| 3º   | 25 | Maverick Viñales | Suzuki Ecstar                 | Suzuki GSX-RR      | 27   | +5.309    | 13º     | 16    |
| 4º   | 4  | Andrea Dovizioso | Ducati Team                   | Ducati Desmosedici | 27   | +9.157    | 9º      | 13    |
| 5º   | 44 | Pol Espargaró    | Monster Yamaha Tech 3         | Yamaha YZR-M1      | 27   | +14.299   | 3º      | 11    |
| 6º   | 99 | Jorge Lorenzo    | Movistar Yamaha               | Yamaha YZR-M1      | 27   | +20.125   | 12º     | 10    |
| 7º   | 45 | Scott Redding    | Octo Pramac Yakhnich          | Ducati Desmosedici | 27   | +28.369   | 11º     | 9     |
| 8º   | 38 | Bradley Smith    | Monster Yamaha Tech 3         | Yamaha YZR-M1      | 27   | +28.781   | 14º     | 8     |
| 9º   | 9  | Danilo Petrucci  | Octo Pramac Yakhnich          | Ducati Desmosedici | 27   | +28.792   | 6º      | 7     |
| 10º  | 43 | Jack Miller      | Estrella Galicia 0,0 Marc VDS | Honda RC213V       | 27   | +28.815   | 5º      | 6     |
| 11º  | 6  | Stefan Bradl     | Aprilia Racing Team Gresini   | Aprilia RS-GP      | 27   | +31.809   | 8º      | 5     |
| 12º  | 19 | Álvaro Bautista  | Aprilia Racing Team Gresini   | Aprilia RS-GP      | 27   | +47.734   | 18º     | 4     |
| 13º  | 68 | Yonny Hernández  | Pull & Bear Aspar             | Ducati Desmosedici | 27   | +47.749   | 17º     | 3     |
| 14º  | 50 | Eugene Laverty   | Pull & Bear Aspar             | Ducati Desmosedici | 27   | +54.311   | 16º     | 2     |
| 15º  | 7  | Mike Jones       | Avintia Racing                | Ducati Desmosedici | 27   | +55.875   | 19º     | 1     |
| 16º  | 53 | Esteve Rabat     | Estrella Galicia 0,0 Marc VDS | Honda RC213V       | 27   | +1'06.395 | 21º     |       |
| 17º  | 69 | Nicky Hayden     | Repsol Honda                  | Honda RC213V       | 27   | +1'22.604 | 7º      |       |

### Ritirati
| Nº | Pilota          | Squadra        | Motocicletta       | Giri | Griglia |
| -- | --------------- | -------------- | ------------------ | ---- | ------- |
| 8  | Héctor Barberá  | Ducati Team    | Ducati Desmosedici | 24   | 10º     |
| 41 | Aleix Espargaró | Suzuki Ecstar  | Suzuki             | 22   | 4º      |
| 93 | Marc Márquez    | Repsol Honda   | Honda RC213V       | 9    | 1º      |
| 76 | Loris Baz       | Avintia Racing | Ducati Desmosedici | 0    | 20º     |

## Moto2

### Arrivati al traguardo
| Pos. | Nº | Pilota              | Squadra                       | Motocicletta       | Giri | Tempo     | Griglia | Punti |
| ---- | -- | ------------------- | ----------------------------- | ------------------ | ---- | --------- | ------- | ----- |
| 1º   | 12 | Thomas Lüthi        | Garage Plus Interwetten       | Kalex Moto2        | 25   | 39'15.891 | 1º      | 25    |
| 2º   | 21 | Franco Morbidelli   | Estrella Galicia 0,0 Marc VDS | Kalex Moto2        | 25   | +0.010    | 9º      | 20    |
| 3º   | 11 | Sandro Cortese      | Dynavolt Intact GP            | Kalex Moto2        | 25   | +0.530    | 4º      | 16    |
| 4º   | 7  | Lorenzo Baldassarri | Forward Team                  | Kalex Moto2        | 25   | +3.081    | 8º      | 13    |
| 5º   | 30 | Takaaki Nakagami    | Idemitsu Honda Team Asia      | Kalex Moto2        | 25   | +3.815    | 12º     | 11    |
| 6º   | 94 | Jonas Folger        | Dynavolt Intact GP            | Kalex Moto2        | 25   | +11.087   | 6º      | 10    |
| 7º   | 24 | Simone Corsi        | Speed Up Racing               | Speed Up SF16      | 25   | +13.291   | 13º     | 9     |
| 8º   | 49 | Axel Pons           | AGR Team                      | Kalex Moto2        | 25   | +16.411   | 18º     | 8     |
| 9º   | 23 | Marcel Schrötter    | AGR Team                      | Kalex Moto2        | 25   | +17.650   | 11º     | 7     |
| 10º  | 97 | Xavi Vierge         | Tech 3 Racing                 | Tech 3 Mistral 610 | 25   | +17.665   | 7º      | 6     |
| 11º  | 19 | Xavier Siméon       | QMMF Racing                   | Speed Up SF16      | 25   | +17.762   | 20º     | 5     |
| 12º  | 5  | Johann Zarco        | Ajo Motorsport                | Kalex Moto2        | 25   | +17.796   | 10º     | 4     |
| 13º  | 2  | Jesko Raffin        | Sports-Millions-EMWE-SAG      | Kalex Moto2        | 25   | +31.575   | 5º      | 3     |
| 14º  | 57 | Edgar Pons          | Paginas Amarillas HP 40       | Kalex Moto2        | 25   | +34.670   | 23º     | 2     |
| 15º  | 14 | Ratthapark Wilairot | Idemitsu Honda Team Asia      | Kalex Moto2        | 25   | +40.454   | 16º     | 1     |
| 16º  | 10 | Luca Marini         | Forward Team                  | Kalex Moto2        | 25   | +47.707   | 17º     |       |
| 17º  | 70 | Robin Mulhauser     | CarXpert Interwetten          | Kalex Moto2        | 25   | +1'34.470 | 26º     |       |
| 18º  | 93 | Ramdan Rosli        | Petronas AHM Malaysia         | Kalex Moto2        | 24   | + 1 giro  | 25º     |       |

### Ritirati
| Nº | Pilota           | Squadra                    | Motocicletta  | Giri | Griglia |
| -- | ---------------- | -------------------------- | ------------- | ---- | ------- |
| 20 | Alessandro Nocco | Leopard Racing             | Kalex Moto2   | 23   | 27º     |
| 54 | Mattia Pasini    | Italtrans Racing           | Kalex Moto2   | 22   | 2º      |
| 52 | Danny Kent       | Leopard Racing             | Kalex Moto2   | 22   | 21º     |
| 87 | Remy Gardner     | Tasca Racing               | Kalex Moto2   | 13   | 22º     |
| 60 | Julián Simón     | QMMF Racing                | Speed Up SF16 | 9    | 14º     |
| 27 | Iker Lecuona     | CarXpert Interwetten       | Kalex Moto2   | 9    | 24º     |
| 40 | Álex Rins        | Paginas Amarillas HP 40    | Kalex Moto2   | 6    | 15º     |
| 22 | Sam Lowes        | Federal Oil Gresini        | Kalex Moto2   | 2    | 3º      |
| 55 | Hafizh Syahrin   | Petronas Raceline Malaysia | Kalex Moto2   | 0    | 19º     |

## Moto3
Durante il sesto giro, la gara è stata interrotta a causa di un grave incidente innescato dal britannico John McPhee, che ha coinvolto i piloti italiani Enea Bastianini, Andrea Migno e lo spagnolo Jorge Navarro. Ripartenza e seconda parte di gara ridotta a 10 giri; la prima parte è servita solo a determinare la griglia di partenza.

### Arrivati al traguardo
| Pos. | Nº | Pilota              | Squadra                  | Motocicletta   | Giri | Tempo     | Griglia | Punti |
| ---- | -- | ------------------- | ------------------------ | -------------- | ---- | --------- | ------- | ----- |
| 1º   | 41 | Brad Binder         | Red Bull KTM Ajo         | KTM RC 250 GP  | 10   | 16'22.009 | 1º      | 25    |
| 2º   | 55 | Andrea Locatelli    | Leopard Racing           | KTM RC 250 GP  | 10   | +5.937    | 14º     | 20    |
| 3º   | 44 | Arón Canet          | Estrella Galicia 0,0     | Honda NSF250R  | 10   | +9.594    | 20º     | 16    |
| 4º   | 40 | Darryn Binder       | Platinum Bay Real Estate | Mahindra MGP3O | 10   | +9.642    | 6º      | 13    |
| 5º   | 11 | Livio Loi           | RW Racing GP BV          | Honda NSF250R  | 10   | +9.680    | 4º      | 11    |
| 6º   | 88 | Jorge Martín        | Northgate Mahindra Aspar | Mahindra MGP3O | 10   | +9.750    | 8º      | 10    |
| 7º   | 42 | Marcos Ramírez      | Platinum Bay Real Estate | Mahindra MGP3O | 10   | +9.996    | 29º     | 9     |
| 8º   | 76 | Hiroki Ono          | Honda Team Asia          | Honda NSF250R  | 10   | +10.115   | 28º     | 8     |
| 9º   | 95 | Jules Danilo        | Ongetta-Rivacold         | Honda NSF250R  | 10   | +10.142   | 15º     | 7     |
| 10º  | 64 | Bo Bendsneyder      | Red Bull KTM Ajo         | KTM RC 250 GP  | 10   | +10.358   | 10º     | 6     |
| 11º  | 7  | Adam Norrodin       | Drive M7 SIC Racing      | Honda NSF250R  | 10   | +10.447   | 26º     | 5     |
| 12º  | 20 | Fabio Quartararo    | Leopard Racing           | KTM RC 250 GP  | 10   | +10.569   | 34º     | 4     |
| 13º  | 24 | Tatsuki Suzuki      | CIP-Unicom Starker       | Mahindra MGP3O | 10   | +10.682   | 23º     | 3     |
| 14º  | 65 | Philipp Öttl        | Schedl GP Racing         | KTM RC 250 GP  | 10   | +10.979   | 25º     | 2     |
| 15ª  | 6  | María Herrera       | MH6 Team                 | KTM RC 250 GP  | 10   | +13.763   | 13ª     | 1     |
| 16º  | 12 | Albert Arenas       | Peugeot MC Saxoprint     | Peugeot MGP3O  | 10   | +13.821   | 24º     |       |
| 17º  | 77 | Lorenzo Petrarca    | 3570 Team Italia         | Mahindra MGP3O | 10   | +28.297   | 31º     |       |
| 18º  | 3  | Fabio Spiranelli    | CIP-Unicom Starker       | Mahindra MGP3O | 10   | +42.036   | 30º     |       |
| 19º  | 48 | Lorenzo Dalla Porta | SKY Racing Team VR46     | KTM RC 250 GP  | 10   | +50.454   | 27º     |       |
| 20º  | 14 | Matt Barton         | Suus Honda               | FTR M3         | 10   | +1'23.446 | 33º     |       |

### Ritirati
| Nº | Pilota            | Squadra              | Motocicletta   | Giri | Griglia |
| -- | ----------------- | -------------------- | -------------- | ---- | ------- |
| 19 | Gabriel Rodrigo   | RBA Racing           | KTM RC 250 GP  | 9    | 3º      |
| 9  | Jorge Navarro     | Estrella Galicia 0,0 | Honda NSF250R  | 9    | 11º     |
| 43 | Stefano Valtulini | 3570 Team Italia     | Mahindra MGP3O | 8    | 32º     |
| 23 | Niccolò Antonelli | Ongetta-Rivacold     | Honda NSF250R  | 0    | 17º     |

### Non ripartiti
| Nº | Pilota                | Squadra                  | Motocicletta   | Giri | Griglia |
| -- | --------------------- | ------------------------ | -------------- | ---- | ------- |
| 8  | Nicolò Bulega         | SKY Racing Team VR46     | KTM RC 250 GP  | 0    | 2º      |
| 16 | Andrea Migno          | SKY Racing Team VR46     | KTM RC 250 GP  | 0    | 5º      |
| 17 | John McPhee           | Peugeot MC Saxoprint     | Peugeot MGP3O  | 0    | 7º      |
| 36 | Joan Mir              | Leopard Racing           | KTM RC 250 GP  | 0    | 9º      |
| 21 | Francesco Bagnaia     | Northgate Mahindra Aspar | Mahindra MGP3O | 0    | 12º     |
| 89 | Khairul Idham Pawi    | Honda Team Asia          | Honda NSF250R  | 0    | 16º     |
| 33 | Enea Bastianini       | Gresini Racing           | Honda NSF250R  | 0    | 18º     |
| 4  | Fabio Di Giannantonio | Gresini Racing           | Honda NSF250R  | 0    | 19º     |
| 58 | Juanfran Guevara      | RBA Racing               | KTM RC 250 GP  | 0    | 21º     |
| 84 | Jakub Kornfeil        | Drive M7 SIC Racing      | Honda NSF250R  | 0    | 22º     |